# Џони Акоста
Џони Акоста Замора (шп. Johnny Acosta Zamora; Кесада, 21. јул 1983) је костарикански фудбалер, који тренутно игра за ФК Агилас Дорадас и за фудбалску репрезентацију Костарике на позицији одбрамбеног играча.

## Каријера

### Клупска каријера
Акоста је професионално дебитовао за Сантос де Гвапилес у сезони 2004/05 и у тиму играо до 2010. године. Након тога потписује за ФК Алајуеленсе са којим је освојио три титуле у Првој лиги Костарике. У периоду од 2016—2018 играо је за ФК Ередијано, да би средином 2018. прешао у ФК Агилас Дорадас.

### Интернационална каријера
За репрезентацију Костарике дебитовао је у марту 2011. године на пријатељској утакмици против селекције Аргентине. За репрезентацију је одиграо седам мечева у квалификацијама за Светско првенство у фудбалу, играо је 2011. године на КОНКАКАФ златном купу и на такмичењу Копа Америка 2011. године.
 Први гол за репрезентацију Костарике постигао је у квалификацијама за Светско првенство у фудбалу 2014 — КОНКАКАФ, 6. септембра 2013. године, против репрезентације Сједињених Америчких Држава.
У јуну 2014. године позван је да игра на Светском првенству у фудбалу, одржаном у Бразилу.
У мају 2018. године позван је да игра за репрезентацију Костарике на Светском првенству у фудбалу, одржаном у Русији.

## Статистика каријере

### Интернационална
Статистика до 22. јуна 2018.
| Костарика | Костарика | Костарика |
| Год       | Ута       | Гол       |
| --------- | --------- | --------- |
| 2011      | 12        | 0         |
| 2012      | 4         | 0         |
| 2013      | 7         | 1         |
| 2014      | 9         | 0         |
| 2015      | 6         | 0         |
| 2016      | 11        | 1         |
| 2017      | 15        | 0         |
| 2018      | 6         | 0         |
| Total     | 70        | 2         |

### Голови за репрезентацију
| Бр. | Датум             | Локација                                          | Противник        | Гол | Резултат | Такмичење                                |
| --- | ----------------- | ------------------------------------------------- | ---------------- | --- | -------- | ---------------------------------------- |
| 1.  | 6. септембар 2013 | Национални стадион Костарике, Сан Хосе, Костарика | Сједињене Државе | 1–0 | 3–1      | Квалификације за Светско првенство 2014. |
| 2.  | 26. март 2016     | Парк независности, Кингстон, Јамајка              | Јамајка          | 1–1 | 1–1      | Квалификације за Светско првенство 2014. |